# Nikola Maraš
Nikola Maraš (Belgrád, 1995. december 19. –) szerb válogatott labdarúgó, a spanyol Alavés hátvédje.

## Pályafutása

### Klubcsapatokban
Maraš Szerbia fővárosában, Belgrádban született. Az ifjúsági pályafutását a helyi Rad akadémiájánál kezdte.
2014-ben mutatkozott be a Rad első osztályban szereplő felnőtt keretében. 2017-ben a portugál Chaves szerződtette. A 2019–20-as szezonban a spanyol másodosztályban érdekelt Almeríánál szerepelt kölcsönben. A lehetőséggel élve, 2020-ban a spanyol klubhoz igazolt. Először a 2020. szeptember 27-ei, Lugo ellen 2–0-ra megnyert mérkőzésen lépett pályára. Első gólját 2020. december 13-án, a Málaga ellen hazai pályán 3–1-es győzelemmel zárult találkozón szerezte meg. 2021 és 2023 között a Rayo Vallecano és az Alavés csapatát erősítette kölcsönben. 2023. július 1-jén négyéves szerződést kötött az első osztályú Alavés együttesével.

### A válogatottban
Maraš az U20-as és az U21-es korosztályú válogatottakban is képviselte Szerbiát.
2017-ben debütált a felnőtt válogatottban. Először a 2017. január 29-ei, USA ellen 0–0-ás döntetlennel zárult mérkőzésen lépett pályára.

## Statisztika
2023. január 21. szerint.
| Klub           | Szezon   | Bajnokság        | Bajnokság | Bajnokság | Kupa  | Kupa  | Nemzetközi | Nemzetközi | Összesen | Összesen |
| Klub           | Szezon   | Bajnokság        | Mérk.     | Gólok     | Mérk. | Gólok | Mérk.      | Gólok      | Mérk.    | Gólok    |
| -------------- | -------- | ---------------- | --------- | --------- | ----- | ----- | ---------- | ---------- | -------- | -------- |
| Chaves         | 2017–18  | Liga Portugal    | 29        | 1         | 1     | 0     | —          | —          | 30       | 1        |
| Chaves         | 2018–19  | Liga Portugal    | 28        | 4         | 2     | 0     | —          | —          | 30       | 4        |
| Chaves         | Összesen | Összesen         | 57        | 5         | 3     | 0     | 0          | 0          | 60       | 5        |
| Almería        | 2019–20  | Segunda División | 38        | 2         | 1     | 1     | —          | —          | 39       | 3        |
| Almería        | 2020–21  | Segunda División | 31        | 1         | 1     | 0     | —          | —          | 32       | 1        |
| Almería        | Összesen | Összesen         | 69        | 3         | 2     | 1     | 0          | 0          | 71       | 4        |
| Rayo Vallecano | 2021–22  | La Liga          | 16        | 0         | 3     | 0     | —          | —          | 19       | 0        |
| Alavés         | 2022–23  | Segunda División | 20        | 0         | 0     | 0     | —          | —          | 20       | 0        |
| Összesen       | Összesen | Összesen         | 162       | 8         | 8     | 1     | 0          | 0          | 170      | 9        |

### A válogatottban
| Válogatott | Év       | Pályára lépés | Gól |
| ---------- | -------- | ------------- | --- |
| Szerbia    | 2017     | 1             | 0   |
| Összesen   | Összesen | 1             | 0   |

## Sikerei, díjai
Alavés
- Segunda División
  - Feljutó (1): 2022–23